# Dirk Stikker
Dirk Uipko Stikker (Winschoten, 5 febbraio 1897 – Wassenaar, 23 dicembre 1979) è stato un diplomatico olandese, segretario generale della NATO dal 21 aprile 1961 al 1º agosto 1964.

## Biografia
Nato nei Paesi Bassi, è stato avvocato e dirigente d'azienda. 
Entrato in politica nel 1946, fra il 1948 e il 1952 ha ricoperto la carica di ministro degli Esteri nel governo olandese. 
Successivamente, dal 1952 al 1958, si è dedicato alla carriera diplomatica come ambasciatore, prima a Londra e poi in Islanda.
È stato anche rappresentante dei Paesi Bassi presso il Consiglio della NATO e presso quello dell'OECE.
Nel 1961 è diventato Segretario generale della NATO, carica lasciata nel 1964.
Tra il 1964 e il 1967 è stato direttore generale della Royal Dutch Shell.
Ritiratosi a vita privata, è morto nel 1979 all'età di 82 anni.